# Люртон, Жиль
Жиль Люртон (фр. Gilles Lurton)  — французский политик, член партии Республиканцы, депутат Национального собрания от департамента Иль и Вилен, мэр города Сен-Мало.

## Биография
Родился 6 июля 1963 года в городе Сен-Мало (департамент Иль и Вилен). Окончил факультет экономики Университета Ренн I. В 19 лет начал работать в команде будущего мэра Сен-Мало и депутата Национального собрания Рене Куано; после избрания Куано депутатом в 1988 года до 2012 года работал его помощником.
В 1995 году Жиль Люртон впервые, а впоследствии еще трижды избирается в городской совет Сен-Мало. В 2008 году он получает пост вице-мэра по жилищным вопросам. В 2011 году побеждает на выборах в Генеральный совет департамента Иль и Вилен  от кантона Сен-Мало-Сюд. На  выборах в Национальное собрание в 2012 году  Рене Куано, пять раз выигрывавшего выборы по 7-му избирательному округу департамента Иль и Вилен, решил не выставлять свою кандидатуру, и Жиль Люртон решил баллотироваться в депутаты как альтернативный кандидат правых, поскольку партия Союз за народное движение выбрала своим официальным кандидатом не его, и сумел победить. После этого он вышел из Генерального совет департамента Иль и Вилен.
В 2014 году на муниципальных выборах в Сен-Мало список Рене Куано сенсационно занял только третье место, уступив пост мэра своему бывшему заместителю Клоду Рено; Жиль Люртон прошел в городской совет, но потерял пост вице-мэра, перейдя в оппозицию. Во время президентских праймериз партии Республиканцы в 2016 года поддерживал Брюно Ле Мэра. 
В результате выборов в Национальное собрание в 2017 году сумел сохранить мандат депутата. В Национальном собрании являлся секретарем Комиссии по социальным вопросам и одним из наиболее активных участников заседаний Национального собрания во фракции Республиканцев. 
28 июня 2020 года возглавляемый им список победил на муниципальных выборах в Сен-Мало, набрав 70,7% голосов. 3 июля Жиль Люртон был избран мэром этого города. В силу требования закона о невозможности совмещения мандатов 31 июля 2020 года он отказался от мандата депутата Национального собрания.

## Занимаемые должности
с 03.1995 — член совета города Сен-Мало 

03.2008 — 03.2014 — вице-мэр города Сен-Мало 

27.03.2011 — 15.07.2012 — член Генерального совета департамента Иль и Вилен от кантона Сен-Мало-Сюд 

17.06.2012 — 31.07.2020 — депутат Национального собрания Франции от 7-го округа департамента Иль и Вилен 

с 03.07.2020 — мэр города Сен-Мало 